# Antón Alijánov
Antón Andreevich Alijánov (en ruso: Анто́н Андре́евич Алиха́нов; Sujumi, Unión Soviética, 17 de septiembre de 1986) es un político ruso, que desde el 14 de mayo de 2024 se desempeña como ministro de Industria y Comercio, previamente, entre 2015 y 2024, fue gobernador del óblast de Kaliningrado.
Fue el gobernador más joven de Rusia hasta mayo de 2018, cuando Dmitri Artiujov se convirtió en gobernador del Distrito autónomo de Yamalia-Nenetsia.

## Biografía
Antón Alijánov nació en Sujumi en Abjasia, en la entonces República Socialista Soviética de Georgia, su padre era Andréi Alijánov, de origen griego y cosaco-ruso, y su madre Liana Tejranovna de origen georgiano y ruso. Hacia 1992 se trasladó con su familia a Moscú para evitar los levantamientos nacionalistas y los enfrentamientos cada vez más intensos entre georgianos y abjasios, que desembocaron en la guerra en Abjasia de 1992 a 1993.
Se graduó en finanzas y derecho en la Academia Estatal de Impuestos de toda Rusia del Ministerio de Finanzas y luego en 2012 defendió su tesis doctoral en economía en la Universidad Rusa de Economía Plechanov con el tema «la gestión de costos para el desarrollo de la cultura organizacional de los negocios». En 2010 comenzó a trabajar para el Ministerio de Justicia, ocupándose de temas de regulación aduanera, y luego en 2013 en el Ministerio de Comercio e Industria como subdirector, y luego director del Departamento para la regulación de las actividades comerciales internacionales.
En 2015, fue nombrado vicegobernador del óblast de Kaliningrado, con responsabilidades relacionadas con la economía, la industria, la agricultura, el comercio internacional y los derechos de aduana, El 17 de diciembre de 2015, encabezó la administración de la zona económica especial en la región de Kaliningrado. Supervisó la elaboración de una ley sobre la regulación jurídica de un régimen especial para la actividad empresarial en la región.

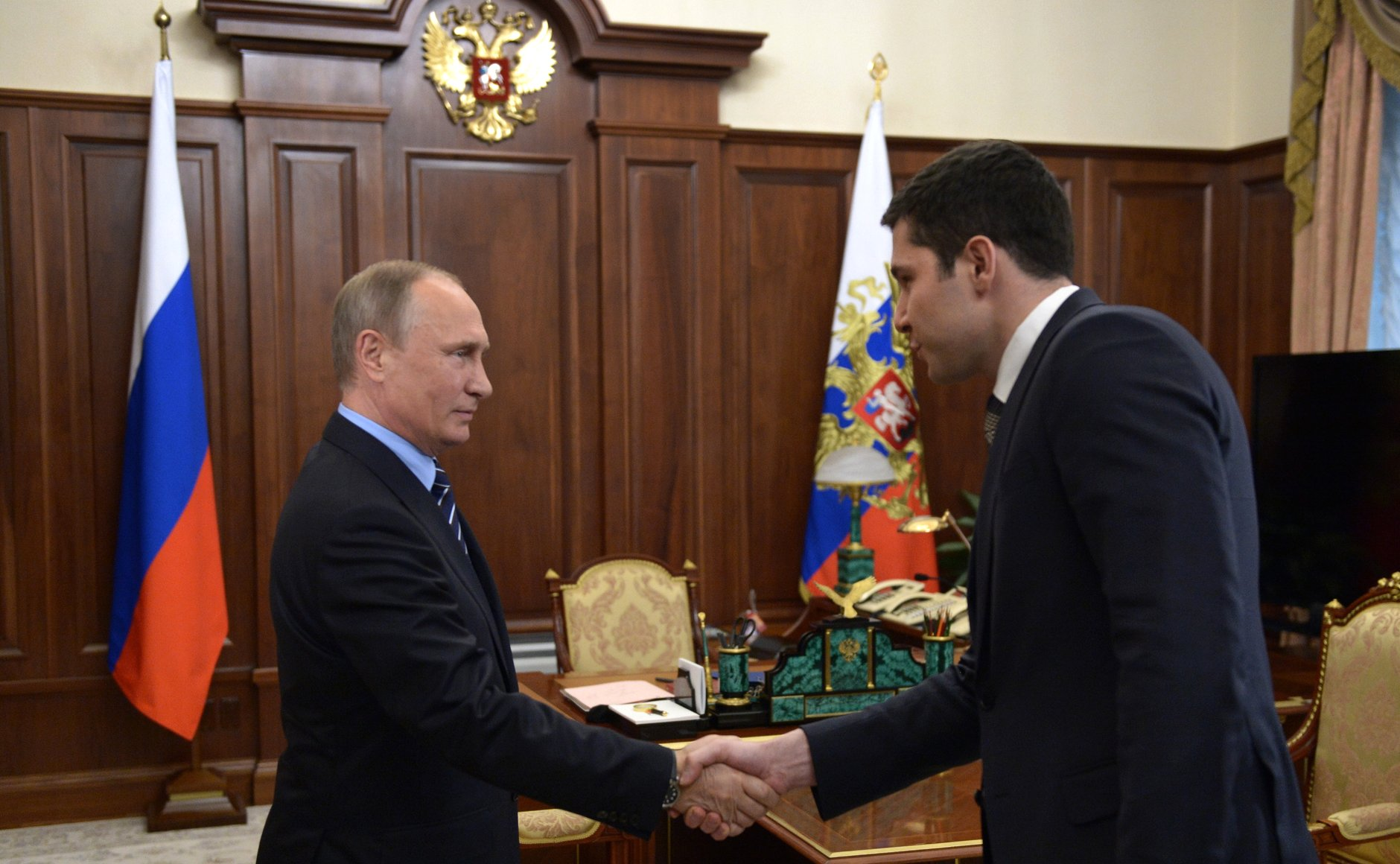
El presidente ruso, Vladímir Putin, se reúne con el recién nombrado gobernador interino del óblast de Kaliningrado, Antón Alijánov, el 6 de octubre de 2016

El 28 de julio de 2016, Yevgueni Zínichev, jefe del Servicio Federal de Seguridad de la región, se convirtió en jefe interino de la región de Kaliningrado. El 30 de julio de 2016, nombró a Antón Alijánov como presidente interino del Gobierno de la región de Kaliningrado, convirtiéndose en el momento del nombramiento en el gobernador más joven del gobierno de un sujeto federal de la Federación de Rusia. El 6 de octubre de 2016, de conformidad con el Decreto Presidencial N.º 529, el presidente Vladímir Putin lo nombró gobernador interino del Óblast de Kaliningrado. Fue confirmado en el cargo en las elecciones para gobernador de Rusia en 2017 con el 81,06 % de los votos.
En una reunión con el presidente Vladímir Putin Alijánov expuso las prioridades para la administración regional: desarrollo económico y social, accesibilidad del transporte (principalmente ferries y aviones), seguridad energética y preparativos para la Copa Mundial de Fútbol de 2018. En diciembre del año siguiente se incorporó al partido gobernante Rusia Unida.
En 2020, anunció un plan para la demolición y reconstrucción de la Casa de los Sóviets, uno de los edificios más representativos de la ciudad que quedó sin terminar en 1985 y, a menudo, era objeto de burlas, después de que la administración regional tomara posesión del edificio en julio de 2019. Las obras deberían haber comenzado en los primeros meses de 2021 y finalizar en 2025. La decisión fue rechazada por la rama local del Partido Comunista, que exigía la convocatoria de un referéndum sobre el futuro de la Casa de los Sóviets.
Se ofreció como voluntario para la tercera fase del ensayo de la vacuna COVID-19 EpiVacCorona, recibiendo la primera dosis el 3 de diciembre de 2020. Posteriormente en junio de 2021 recibió la segunda dosis de la vacuna Sputnik V pero el 19 de noviembre anunció que había dado positivo para el virus SARS-CoV-2.
En 2021 anunció su intención de postularse para un segundo mandato en las elecciones de 2022, que ganó con el 80,21 % de los votos.
El 17 de junio de 2022, en el marco de las sanciones de la Unión Europea como consecuencia de la invasión rusa de Ucrania, Antón Alijánov, anunció que «los ferrocarriles lituanos notificaron a los de Kaliningrado que a partir del pasado día 18 dejaría de transitar una gran lista de mercancías que están sujetas a sanciones europeas». Según Alijánov, «el corte del servicio se aplica al 40-50 % de toda la gama de carga en tránsito: materiales de construcción, cemento, metales y otros efectos importantes». Varios altos representantes del gobierno de Rusia ha calificado esta decisión como «ilegal» y como gesto «hostil» y han amenazado a Lituania con represalias. En respuesta a estas amenazas el jefe de la diplomacia europea, Josep Borrell, aseguró que «el tránsito por vía terrestre entre Rusia y Kaliningrado no se ha parado ni prohibido. El tránsito de pasajeros y de mercancías sigue. No hay un bloqueo».
El 14 de mayo de 2024 fue nombrado ministro de Industria y Comercio por el presidente Vladímir Putin.

## Familia
Antón Alijánov está casado con la periodista Daria Abramova y tienen dos hijos.